# Белая Дубрава
Белая Дубрава — упразднённый посёлок в Хабарском районе Алтайского края России. Располагался на территории современного Новоильинского сельсовета. Точная дата упразднения не установлена.

## География
Располагался в 4,5 км к югу от села Новофёдоровка.

## История
Основан в 1911 году. В 1928 г. посёлок Белая Дубрава состоял из 54 хозяйств. В составе Михайловского сельсовета Хабаровского района Славгородского округа Сибирского края.

## Население
В 1926 г. в посёлке проживало 251 человек (124 мужчины и 127 женщин), основное население — украинцы.